# Црква Светог великомученика Прокопија у Загонима
Црква Светог великомученика Прокопија у Загонима, парохијска је православна црква у насељеном месту на територији града Бијељине, припада Епархији зворничко-тузланској Српске православне цркве.

## Загонска парохија
Црква посвећена Светом великомученику Прокопију у Загони седиште је Загонске парохије коју чине насељена места: Загони и Хасе.

## Историјат
У Загонима, у последњих 170 година грађене су у различито време четири цркве, од тога једна школа-црква. Све цркве који су раније подизани били су посвећени Светом великомученику Прокопију.
Прва богослужења вршена су управо у тој школи-цркви, која је подигнута пре 1850. године. Тако да је ова школа, осим образовне, имала и духовну делатност, јер су у њој вршена богослужења. Ова грађевина налазила се североисточно од данашњег храма, према Дашници, на путу за Ковачиће. Не постоје поуздани подаци до када је потрајала ова зграда. У једном аустроугарском документу из 1888. године каже се да је изграђена нова школа и не зна се да ли је и црква пренесена у зграду нове школе.
Друга богомоља у селу била је црква брвнара која је саграђена између 1898. и 1900. године. Ово се да закључити на основу икона дарованих храму из 1900. 1901. и 1904. године. Ова црква потрајала је до 1924. године, када је подигнута црква од чврстог материјала, у барокном стилу. Опет, нема података ко је освештао храм 1926. године. Могуће је да је то учинио митрополит шабачки Михаило, који је у то време администрирао Митрополијом зворничко-тузланском.
Током Другог светског рата немачка војска користила је цркву као шталу за коње. У рату храм је погодила и топовска граната, која је  нанела оштећења на звонику. Оштећења су била толика да је претила опасност да се звоник уруши сам од себе. Године 1967. дато је одобрење да се храм сруши и подигне нови, данашњи храм.

## Данашња црква
Градња цркве је почела 1967. године, димензија у основи 19 х 8m, а темеље је освештао, исте године презвитер Бориша Старовић. Храм је освештао 21. јула 1969. године епископ зворничко-тузлански Лонгин Томић.
Данас нема тачних података ко је израдио иконостас, односно да ли је иконостас пренешен из старије срушене грађевине, што је врло могуће. Због различитости стила живописања икона на иконостасу може се закључити да су најмање двојица мајстора радила ове иконе. Један је академски сликар Миленко Атанацковић, а за другог се претпоставља да је Карло Мацек.
Генерално реновирање је започето 2014. године и током те године и 2015. године урађена је комплетна обнова унутрашњости храма, а 2016. године настављени су радови на обнови и уређењу спољашности храма. Тако генерално реновирани храм освећен је на светог великомученика Прокопија 2017. године.